# (73747) 1993 TX25
(73747) 1993 TX25 – planetoida z pasa głównego asteroid okrążająca Słońce w ciągu 3,3 lat w średniej odległości 2,22 j.a. Odkryta 9 października 1993 roku.